# Vicekungadömet Nya Granada
Vicekungadömet Nya Granada (spanska: Virreinato de la Nueva Granada) blev den 27 maj 1717, ett eget spanskt vicekungadöme i norra Sydamerika, bestående av vad som senare kom att bli Colombia, Ecuador, Panama och Venezuela. Området hade tidigare tillhört vicekungadömet Peru.

### Fotnoter
1. ↑  (spanska) El archipiélago de Los Monjes y las relaciones diplomáticas con Venezuela: El Virreinato